# Благих, Борис Михайлович
Борис Михайлович Благих — советский хозяйственный, государственный и политический деятель.

## Биография
Родился в 1931 году. Член КПСС.
С 1954 года — на хозяйственной, общественной и политической работе. В 1954—1989 гг. — заместитель главного механика рудника «Медвежий ручей», главный механик, заместитель генерального директора Норильского горно-металлургического комбината, первый секретарь Норильского горкома КПСС, секретарь Красноярского краевого комитета КПСС.
За разработку и внедрение прогрессивных технических решений по освоению в короткие сроки Талнахско-Октябрьского полиметаллического месторождения, обеспечивших резкий рост производства цветных металлов на Норильском ГМК был в составе коллектива удостоен Государственной премии СССР в области техники 1979 года.
Умер в 2002 году.